# Neurocordulia
Genre
Neurocordulia est un genre d'insectes dans la famille des Corduliidae, appartenant au sous-ordre des anisoptères dans l'ordre des odonates. Il comprend sept espèces.

## Espèces du genre
- Neurocordulia alabamensis Hodges in Needham & Westfall, 1955
- Neurocordulia michaeli Brunelle, 2000
- Neurocordulia molesta (Walsh, 1863)
- Neurocordulia obsoleta (Say, 1840)
- Neurocordulia virginiensis Davis, 1927
- Neurocordulia xanthosoma (Williamson, 1908)
- Neurocordulia yamaskanensis (Provancher, 1875)